# Tomasz Robaczewski
Tomasz Emil Robaczewski – polski tłumacz, dialogista, tekściarz, aktor głosowy i reżyser dubbingu. Ukończył studia na Uniwersytecie Warszawskim. Współpracuje z takimi studiami jak: SDI Media Polska, Studio Sonica, czy Start International Polska.
Jest synem dialogistki Barbary Robaczewskiej i aktora, reżysera oraz dubbingowca Marka Robaczewskiego.

## Reżyseria dubbingu
- 2011: Monster High
- 2011: Transformers: Prime
- 2012: Redakai: W poszukiwaniu Kairu
- 2012: Krypto superpies
- 2012: Monster High: Ucieczka ze skalnej czaszki
- 2013: Smerfy: Legenda Smerfnej Doliny
- 2013: Denny obóz
- 2013: Wolfblood
- 2013: Liv i Maddie

## Dialogi polskie
- 2000: Królowie i królowe
- 2003: Świat nonsensów u Stevensów
- 2004–2006: Martin Tajemniczy
- 2005–2008: Ufolągi (odc. 14-26, 30-32, 36-52),
- 2005–2006: Młodzi Tytani (odc. 16-17, 20-21, 24-26, 31-34, 38-39)
- 2005: Megas XLR (odc. 1-4, 13-26)
- 2006: Kryptonim: Klan na drzewie (odc. 27-30, 39, 48-50)
- 2006: I ty możesz zostać bohaterem
- 2006: Wyspa dinozaura
- 2006: Ruchomy zamek Hauru
- 2006: Magiczna kostka
- 2007: Za linią wroga II: Oś zła
- 2007: Fineasz i Ferb (odc. 1-13, 16)
- 2007: Olinek Okrąglinek (V i VI seria)
- 2007: Amerykański smok Jake Long (II seria)
- 2007: Johnny Test (I i II seria)
- 2008: Zajączkowo
- 2008: Wyspa dinozaura 2
- 2008: Cziłała z Beverly Hills
- 2008: Niezwykła piątka na tropie (odc. 7)
- 2008: Garfield: Festyn humoru
- 2009: Dziewczyny Cheetah: Jeden świat
- 2009: Dzieciak kontra Kot (odc. 27-28, 31-33, 40-41, 47-49)
- 2009: Góra Czarownic
- 2009: Astro Boy
- 2009: Najlepszy kontakt
- 2009: Arka Noego
- 2010: Czarodziejka Lili: Smok i magiczna księga
- 2010: Harriet szpieguje: Wojna blogów
- 2011: Pingwiny z Madagaskaru (odc. 27-30, 35-52)
- 2011: Krowy na wypasie
- 2011: Miś Yogi
- 2011: Leci królik
- 2011: Mali agenci 4D: Wyścig z czasem
- 2011: Kung Fu Panda: Legenda o niezwykłości
- 2012: Podróż na Tajemniczą Wyspę
- 2012: Redakai: W poszukiwaniu Kairu
- 2012: Dino Mama

## Teksty piosenek
- 2005: Czerwony Kapturek – prawdziwa historia
- 2006: Sezon na misia
- 2006: Magiczna kostka
- 2006: Wpuszczony w kanał
- 2006: Młodzi Tytani (odc. 33, 37)
- 2006: Nie ma to jak hotel
- 2007: Lucky Luke na Dzikim Zachodzie
- 2007: Shrek Trzeci
- 2008: Zajączkowo
- 2008: Piorun
- 2009: Bakugan: Młodzi wojownicy
- 2009: Jonas (odc. 1-10)
- 2009: Słoneczna Sonny
- 2009: Arka Noego
- 2010: Ja w kapeli
- 2011: Krowy na wypasie

## Polski dubbing
- 2003: Harry Potter i Komnata Tajemnic – Flint
- 2003: Baśniowy świat 3
- 2003: Świat nonsensów u Stevensów
- 2010: Harriet szpieguje: Wojna blogów
- 2010: Powodzenia, Charlie!
- 2010: Jake i Blake
- 2010: Para królów –
  - Rondo (odc. 1),
  - Skeg (odc. 5)
- 2011: Leci królik
- 2011: Smerfy
- 2011: Pokémon: Czerń i biel

## Montaż
- 2006–2008: Nowa szkoła króla